# フランチェスコ・マリーア・タリアーニ・ディ・マルキオ
初代タリアーニ・ディ・マルキオ侯爵フランチェスコ・マリーア・タリアーニ・ディ・マルキオ（Francesco Maria Taliani di Marchio, 1º Marchesse Taliani di Marchio, 1887年10月22日 アスコリ・ピチェーノ - 1968年3月16日 ローマ）は、イタリアの外交官。駐中華民国大使、駐スペイン大使などを務めた。

## 生涯
ドメニコ・タリアーニ・ディ・マルキオとその妻ゲルトルーデ・ジーリの間の息子として生まれる。ローマ大学で法学を専攻し、1910年に同大学を卒業。1911年より外交官として働き始め、1912年にはベルリンの、1913年にはイスタンブールのイタリア在外公館で勤務した。イスタンブールでは、伊土戦争中の1911年11月5日付で独立したトリポリタニアとキレナイカにおいて、イタリア市民とオスマン帝国市民が同等の法的地位を持つことを定めた協定の締結交渉に参加した。この協定は、1913年4月6日に、その年のイタリア王国勅令第315号において批准された。
1916年から1919年までペトログラードで、1919年から1921年までローマのイタリア外務省本省で、1921年から1923年まではロンドンで、1924年から1928年までは再びイスタンブールで勤務した。1929年から1931年まで外務省本省の儀典長を務め、1932年からはデン・ハーグに駐オランダ公使として赴任した。
1937年11月27日にオーストリアのゾンベルク城において、旧オーストリア皇族のレオポルト・ザルヴァトール大公の娘マルガレータと結婚した。夫婦の身分の釣り合いをとるため、タリアーニは婚礼の1週間前の1937年11月20日、イタリア王ヴィットーリオ・エマヌエーレ3世によりタリアーニ・ディ・マルキオ侯爵位を授けられた。新郎は50歳、新婦は43歳の晩婚であり、夫婦の間に子供はなかった。
1938年に駐中華民国大使に任命されて南京に赴任するが、1943年のイタリア無条件降伏に伴い、妻と一緒に日本軍の捕虜収容所に収容された。1946年にイタリアに帰国。1951年2月1日に駐スペイン大使に任命されたが、翌1952年に退職、引退した。

## 著書
- Pietrogrado 1917, Mailand, Mondadorei, 1936
- Vita del Cardinal Gasparri, ivi, 1937,
- È morto in Cina, 1949
- Italia e Spagna, 1955

## 引用
1. ↑  Brigitte Hamann, Die Habsburger: ein biographisches Lexikon 1988, 447 S., S. 282